# Обрен Поповић
Обрен Поповић бивши је југословенски и српски кошаркаш. Играо је за Црвену звезду и кошаркашку репрезентацију Југославије.

## Биографија и каријера
Поповић је читаву каријеру провео у београдској Црвеној звезди, где је играо од 1951. до 1961. године, а са којом је освојио три пута Прву лигу Југославије. Био је у саставу репрезентације Југославије на Европском првенству у кошарци 1955. године, одржаном у Будимпешти. На десет утакмица постизао је просечно 8.1 поен уз шут са 62,2% из поља.

## Медаље и трофеји
- Прва лига Југославије (1953—1955)